# Archaeoprepona meander
Archaeoprepona meandro, a Meandro prepona, é uma borboleta da família Nymphalidae. É encontrada do México à Amazônia.

## Subespécies
- Archaeoprepona vadeia vadeia (Suriname)
- Archaeoprepona meandro megabates (Peru, Bolívia, Panamá, Colômbia), "prepona de três tons"[3]
- Archaeoprepona meandro phoebus (Honduras, México)
- Archaeoprepona meandro castorina (Brasil)